# Aloe vulgaris
Aloe vulgaris é uma espécie de liliopsida do gênero Aloe, pertencente à família Asphodelaceae.